# Шамшурин, Кирилл Андреевич
Кири́лл Андре́евич Шамшу́рин (14 мая 1990, Тирасполь) — российский гребец-каноист, выступает за сборную России с 2006 года. Чемпион мира, чемпион Европы, многократный победитель национальных и молодёжных регат. На соревнованиях параллельным зачётом представляет Московскую и Белгородскую области, мастер спорта международного класса.

## Биография
Кирилл Шамшурин родился 14 мая 1990 года в городе Тирасполе, Приднестровье. Активно заниматься греблей начал в возрасте десяти лет, проходил подготовку на местной гребной базе под руководством собственного отца А. Л. Шамшурина, который к 2006 году довёл его до уровня национальной сборной. Позже тренировался в государственном училище олимпийского резерва города Бронницы и в московском центре летних видов спорта у таких специалистов как А. В. Кабанов, Я. Я. Костюченко, В. Н. Логинов. 
Первого серьёзного успеха добился в 2007 году, когда в каноэ-четвёрках на дистанции 500 метров занял третье место на юниорском чемпионате мира в чешском городе Рачице. Год спустя на молодёжном чемпионате Европы в венгерском Сегеде получил золото и серебро в одиночках на пятистах и тысяче метров соответственно, ещё через год в польской Познани взял два серебра в четвёрках, тоже в километровой и полукилометровой гонках.
На взрослом уровне Шамшурин впервые заявил о себе в сезоне 2010 года, попав в основной состав российской национальной сборной и удостоившись права защищать честь страны на взрослом чемпионате Европы в испанской Трасоне. С четырёхместным экипажем, куда также вошли гребцы Александр Костоглод, Максим Опалев и Павел Петров, завоевал золотую медаль в гонке на 1000 метров. В следующем году на европейском первенстве в сербском Белграде пытался защитить чемпионское звание в данной дисциплине, однако на сей раз финишировал третьим, пропустив вперёд экипажи Венгрии и Белоруссии (его партнёрами при этом были Иван Кузнецов, Расул Ишмухамедов и Владимир Чернышков). Будучи студентом, в 2013 году принял участие в летней Универсиаде в Казани, где выиграл сразу три медали, в том числе две золотые в четвёрках на двухстах и пятистах метрах. На чемпионате Европы 2014 года в немецком Бранденбурге был близок к призовым позициям, в финале с четырёхместным каноэ на километре пришёл к финишу четвёртым.
За выдающиеся спортивные достижения удостоен почётного звания «Мастер спорта России международного класса». Имеет высшее образование, окончил Российский государственный университет туризма и сервиса. Поволжскую академию физической культуры спорта и туризма Архивная копия от 17 июня 2018 на Wayback Machine.